# Phagnalon barbeyanum
Phagnalon barbeyanum là một loài thực vật có hoa trong họ Cúc. Loài này được Asch. & Graebn. miêu tả khoa học đầu tiên.